# 樺戶郡
樺戶郡（日语：／ Kabato gun */?）為日本北海道空知綜合振興局的郡，位於空知綜合振興局西部。
郡名來自阿伊努語的「kapato」（日本萍蓬草）。

## 轄區

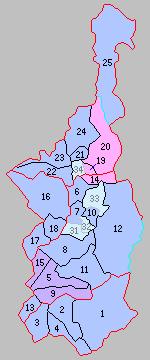
北海道一・二級町村制施行時樺户郡下辖町村（16.新十津川村 17.月形村 18.浦臼村 ）

轄區包含3町：
- 月形町
- 浦臼町
- 新十津川町

## 沿革
- 1869年8月15日：北海道設置11國86郡，石狩國樺戶郡成立。
- 1897年11月：北海道實施支廳制，此時樺戶郡下轄新十津川村和月形村。[2]（2村）
- 1899年5月27日：浦臼村從月形村分村。（3村）
- 1902年4月1日：新十津川村成立為北海道二級村。[3]
- 1906年4月1日：月形村成立為北海道二級村。[4]
- 1907年4月1日：新十津川村成為北海道一級村。
- 1909年4月1日：浦臼村成立為北海道二級村。
- 1943年6月1日：北海道一級・二級町村制廢止。月形村、浦臼村改為內務省指定村。
- 1946年10月5日：指定町村制廢止。
- 1953年4月1日：月形村改制為月形町。（1町2村）
- 1957年1月1日：新十津川村改制為新十津川町。（2町1村）
- 1960年9月1日：浦臼村改制為浦臼町。（3町）